# مولد الضباب

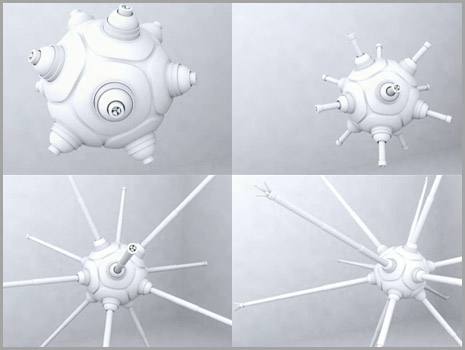
تصور لمفذ ضبابي ذي أذرعةٍ تمتد وتتراجع

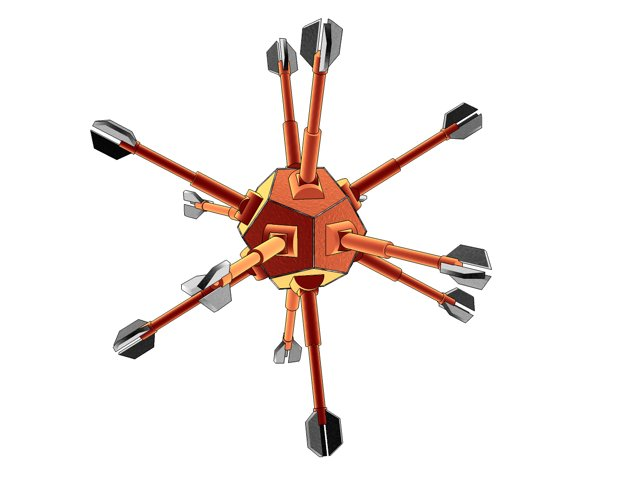
رسم توضيحي لمنفذ ضبابي حجمه 100 ميكرومتراً.

مولد الضباب (بالإنجليزية: Utility fog)‏ هو مصطلحٌ اقترحه دكتور جون ستورز هال لوصف مجموعةٍ نظريةٍ من الروبوتات صغيرة الحجم والمجمعة معاً لأداء مهمةٍ معينةٍ.

## التصور
فكر هال في ذلك التصور الجديد على أنه عملية إحلال تقانة نانوية لأحزمة أمان المقاعد في السيارات. حيث أن الروبوتات تلك ستكون دقيقة الحجم، ذات أذرعةٍ ممتدةٍ تصل إلى اتجاهاتٍ مختلفةٍ، كما أنها سيكون لها القدرة على القيام بعملية إعادة تشكيلٍ لشبكةٍ ثلاثية الأبعاد. كما ستسمح الخطافات في نهاية الأذرعة تلك للروبوتات (أو منافذ الضباب) بالاتصال والارتباط ميكانيكياً مع بعضها البعض مما يسمح لها بمشاركة المعلومات والطاقة كذلك، وبالتالي يمكِّنها من التصرف على أنها مادةً مستمرةً ذات خصائصٍ ميكانيكيةٍ وبصريةٍ لها القدرة على التنوع على صعيدٍ عريضٍ. حيث يكون لكل مولدٍ ضبابيٍ قوة محوسبة أساسية، كما أنه سيكون قادراً على التواصل مع جيرانه من المولدات أو القنوات الأخرى.
وفي تطبيقها الأساسي كبديلٍ لأحزمة الأمان في المقاعد، ستكون كتلة أو حزمة الروبوتات منتشرةٌ بصورةٍ عريضةٍ، والأذرعة تكون حينئذٍ حرةً وطليقةً، مما يسمح للهواء بالتدفق فيما بينها. وفي حادثة التصادم، ستغلق الأذرعة تلك في موضعها الذي كانت عليه كما هي، كما لو أن الهواء حول الراكب تجمد فجأةً ليصبح في حالةٍ صلبةٍ. وستكون النتيجة حينئذٍ انتشار التأثير عبر السطح الخارجي لكل جسد الراكب.
وفي حين ستكون تلك الأحزمة الضبابية دقيقة الأبعاد، فإن بنيتها تتطلب تطبيق التقانة النانوية الجزيئية (بالإنجليزية: molecular nanotechnology)‏. حيث سيكون كل نانوبوت على شكل متعدد السطوح الإثنا عشر والمزود بإثنى عشر ذراعاً ممتدة في مختلف اتجاهاته للخارج. كما أن كل ذراع سيكون له أربع درجات حريةٍ. والتي عند ترابطها معاً، ستشكل كافة المنافذ الضبابية عقوداً ثمانياً (بالإنجليزية: octet truss)‏. مع ملاحظة أن أجسام أو هياكل المنافذ الضبابية من أكسيد الألومنيوم بدلاً من الألماس القابل للاحتراق، بهدف تجنب وقوع انفجار هوائي للوقود.

## المولدات الضبابية في الخيال العلمي
وصف ستانيسلو ليم فكرة حشود ربوتات النانو تلك منذ زمنٍ طويلٍ في عام 1964 في قصته الذي لا يُقْهَر، بالإضافة إلى أنه تُعُمِّقَ فيها ووَضَحَّت في بعضاً من قصص الخيال العلمي الحديثة والتي منها رواية الفريسة (بالإنجليزية: Prey)‏ والتي كتبها مايكل كرايتون عام 2002.
وفي سلسلة الحلقات الهزلية Transmetropolitan،يوجد هناك صراعٌ قائمٌ بين مجموعةٍ من الكائنات يطلق عليها مولدات الضباب أو (فوغ ليت) (بالإنجليزية:  foglet)‏.وخلال عمليةٍ فنيةٍ معقدةٍ، انتقل الضمير إلأى داخل سحابةٍ مشكلةٍ من بلايين روبوتات منافذ أو مولدات الضباب (الفوغ ليت) تلك – والتي يرون أنها عمليةٌ تجردهم من حدودهم البيولوجية وتجعلهم ينغمسون في في المتعة الشخصية. ويستخدم الجسم الأجوف بعد ذلك كوقودٍ لبدء تشغيل وانطلاق مولد الضباب. والتي يصبح لها القدرة بعد ذلك (كما في العدد السادس، صفحة رقم 19) على الانتشار في خيوطٍ رفيعةٍ مما يسمح لها بأن تكون غير مرئيةٍ، والتجمع كذلك كسحابة غبارٍ ورديةٍ ذات أوجهٍ رقميةٍ وذلك في حالة رغبتها في أن تصبح مرئية. (العدد السادس وما بعده)[هل المصدر موثوق به؟]
وكان جيم الخليلي قد أوضح في اقتراحٍ له أن السطح الخارجي المتقلب لآلة الوقت والبعد النسبي في الفضاء TARDIS قد يتكون من مولد الضباب في برنامج "كيف تصنع آلة الزمان"، والتي بُثَّتْ كجزءٍ من ليلة برنامج الخيال العلمي دكتور هو على شاشة ال قناة الثانية بشبكة هيئة الإذاعة البريطانية بي بي سي تو في أواخر عام 1999.[هل المصدر موثوق به؟]

## وصلات خارجية
- مولد الضباب  في نانو تيك الآن، العديد من الوصلات..